# 托卢卡体育足球俱乐部
托卢卡足球俱乐部是墨西哥的一个足球俱乐部，位于墨西哥州托卢卡市。该队现参加墨西哥足球超級聯賽。

## 荣誉
- 墨西哥足球甲级联赛
  - 冠军(10)：1966-67, 1967-68, 1974-75, 1998年夏季, 1999年夏季, 2000年夏季, 2002年冬季, 2005年冬季, 2008年冬季, 200週年赛季
- 墨西哥足球乙级联赛
  - 冠军(1) : 1952-53
- 墨西哥杯
  - 冠军(2)：1955-56, 1988-89